# Campionati del mondo di ciclismo su strada 2018 - Gara in linea maschile Elite
La gara in linea maschile Elite dei Campionati del mondo di ciclismo su strada 2018 si svolse il 30 settembre 2018 con partenza da Kufstein e arrivo a Innsbruck, in Austria, su un percorso totale di 252,9 km. La vittoria fu appannaggio dello spagnolo Alejandro Valverde, il quale terminò la gara in 6h46'41", alla media di 38,064 km/h, precedendo il francese Romain Bardet e il canadese Michael Woods.
Sul traguardo di Innsbruck 76 ciclisti, su 188 partiti da Kufstein, portarono a termine la competizione.

## Squadre e corridori partecipanti
| N.      | Cod. | Squadra       |
| ------- | ---- | ------------- |
| 1-7     | SVK  | Slovacchia    |
| 8-15    | BEL  | Belgio        |
| 16-23   | FRA  | Francia       |
| 24-31   | ITA  | Italia        |
| 32-39   | ESP  | Spagna        |
| 40-47   | GBR  | Gran Bretagna |
| 48-55   | NLD  | Paesi Bassi   |
| 56-63   | COL  | Colombia      |
| 64-71   | AUS  | Australia     |
| 72-79   | DNK  | Danimarca     |
| 80-85   | DEU  | Germania      |
| 86-93   | SVN  | Slovenia      |
| 94-99   | POL  | Polonia       |
| 100-105 | NOR  | Norvegia      |
| 106-111 | AUT  | Austria       |
| 112-115 | IRL  | Irlanda       |
| 116-121 | CZE  | Rep. Ceca     |
| 122-127 | CHE  | Svizzera      |
| 128-131 | PRT  | Portogallo    |
| 132-137 | RUS  | Russia        |
| 138-143 | LUX  | Lussemburgo   |
| 144-147 | USA  | Stati Uniti   |

| N.      | Cod. | Squadra       |
| ------- | ---- | ------------- |
| 148-151 | NZL  | Nuova Zelanda |
| 152-153 | ZAF  | Sudafrica     |
| 154-156 | EST  | Estonia       |
| 157-160 | KAZ  | Kazakistan    |
| 161-164 | CAN  | Canada        |
| 165-166 | ECU  | Ecuador       |
| 167-168 | LVA  | Lettonia      |
| 169-172 | BLR  | Bielorussia   |
| 173-174 | ERI  | Eritrea       |
| 175-176 | UKR  | Ucraina       |
| 177     | JPN  | Giappone      |
| 178     | ROU  | Romania       |
| 179     | ARG  | Argentina     |
| 180     | IRN  | Iran          |
| 181     | HRV  | Croazia       |
| 182     | HKG  | Hong Kong     |
| 183     | LTU  | Lituania      |
| 184     | CRI  | Costa Rica    |
| 185     | SWE  | Svezia        |
| 186     | GRC  | Grecia        |
| 187     | BRA  | Brasile       |
| 188     | ETH  | Etiopia       |

## Ordine d'arrivo (top 10)
| Pos. | Corridore          | Squadra     | Tempo    |
| ---- | ------------------ | ----------- | -------- |
| 1    | Alejandro Valverde | Spagna      | 6h46'41" |
| 2    | Romain Bardet      | Francia     | s.t.     |
| 3    | Michael Woods      | Canada      | s.t.     |
| 4    | Tom Dumoulin       | Paesi Bassi | s.t.     |
| 5    | Gianni Moscon      | Italia      | a 13"    |
| 6    | Roman Kreuziger    | Rep. Ceca   | a 43"    |
| 7    | Michael Valgren    | Danimarca   | s.t.     |
| 8    | Julian Alaphilippe | Francia     | s.t.     |
| 9    | Thibaut Pinot      | Francia     | s.t.     |
| 10   | Rui Costa          | Portogallo  | s.t.     |